# Морияма, Ёсиро
Ёсиро Морияма (яп. 森山 佳郎 Морияма Ёсиро, род. 9 ноября 1967, Кумамото) — японский футболист, главный тренер клуба Второго дивизиона Джей-лиги «Вегалта Сэндай».

## Карьера
На протяжении своей футбольной карьеры выступал за клубы «Санфречче Хиросима», «Иокогама Флюгельс», «Джубило Ивата», «Бельмаре Хирацука».

## Национальная сборная
В 1994 году сыграл за национальную сборную Японии 7 матчей.

## Статистика за сборную
| Сборная Японии | Сборная Японии | Сборная Японии |
| Год            | Матчи          | Голы           |
| -------------- | -------------- | -------------- |
| 1994           | 7              | 0              |
| Итого          | 7              | 0              |

## Достижения

### Командные
- Кубок Джей-лиги: 1998